# チッポくんこんにちは
『チッポくんこんにちは』は手塚治虫の漫画作品。ネズミに育てられネズミの味方をするネコのチッポくんを主人公とする。
手塚治虫の漫画作品としては、大きくヒットした作品ではないが、出版社、掲載誌を替えて連載されている。また、1973年3月には学習研究社から描き下し絵本が刊行されている。

## あらすじ
産まれた時に身体が弱かったため、飼い主のおばあさん（人間）に捨てられたネコのチッポくんは、ネズミのおばあさんに育てられる。ネコのお父さんがネズミと交渉を行い、「今後1年間はネズミを追いかけない」ことを条件に、成長したチッポくんはネコの両親の元へと戻ってくる。
チッポくんは、壁に通り穴を開けたり、寝床を齧ったりとネズミっぽい行動を取り、ネズミの味方をするのだった。

## 連載誌
- たのしい三年生（講談社） 1957年1月号 - 1957年12月号
- 二年の学習（学習研究社）1973年7月号 - 1974年3月号
- 三年の学習（学習研究社）1974年4月号 - 1974年6月号

## 書籍情報
特に記載のないものは、『たのしい三年生』版を収録。
- 学研カラー絵ばなし「ちっぽくんこんにちは」 （学習研究社、1973年）
描き下し
- 虫の友 No.5 （手塚治虫ファンクラブ九州、1979年）
『二年の学習』『三年の学習』掲載分のみ収録
- 手塚治虫作品 集8巻 （文民社、1981年）
- ほるぷ版手塚治虫選集 20巻「チッポくんこんにちは」 （ほるぷ出版、1982年）
- 手塚治虫作品集 8 「カラー作品集」（手塚治虫作家生活40周年記念出版刊行会、1986年）
- 手塚治虫漫画全集 317巻 「チッポくんこんにちは」 （講談社、1993年、ISBN 978-4061759176）
描き下し版、『二年の学習』『三年の学習』版を併せて収録
- 手塚治虫の動物王国 （いそっぷ社、1999年、ISBN 978-4900963078）
『たのしい三年生』版1月号から4月号分のみ収録
- 手塚治虫文庫全集 84巻 「漫画生物学」（講談社、2010年、ISBN 978-4063737844）
- 手塚治虫カラー作品選集「チッポくんこんにちは」（国書刊行会、2016年、ISBN 978-4336060792）
描き下し版、『二年の学習』『三年の学習』版を併せて収録

## 参考書籍
- 竹内オサム「9 幼年マンガと劇画　「チッポくん　こんにちは」「ガムガムパンチ」」『手塚マンガの不思議』晃洋書房、2016年。ISBN 9784771027060。